# Margaret Brimble
Margaret Anne Brimble (Auckland, 20 de agosto de 1961) es una química neozelandesa especializada en Química orgánica. Recibió el Premio L'Oréal-UNESCO a Mujeres en Ciencia en 2007.

## Biografía
Hizo un bachillerato universitario en ciencias y una Maestría universitaria en ciencias en Química en la Universidad de Auckland. Recibió una beca de la Commonwealth para efectuar su doctorado en la Universidad de Southampton. Sostuvo su tesis en 1985 sobre salinomicina, un medicamento terapéutico.
Es profesora de Química orgánica y medicinal en la Universidad de Auckland e investigadora en el Maurice Wilkins Center for Molecular Biodiscovery. Investiga sobre las toxinas presentes en las bivalvias y sobre la manera de tratar las lesiones cerebrales.

### Premio y distinciones
Es miembro de la Sociedad real de Nueva Zelanda y de la Royal Society of Chemistry. Recibió la Orden del Mérito de Nueva Zelanda.
Es la primera neozelandesa en recibir el Premio L'Oréal-UNESCO a Mujeres en Ciencia en 2007 y la segunda mujer a recibir la Medalla Rutherford en 2012.
En 2004 fue nombrada miembro del Orden del Mérito de Nueva Zelanda para servicios devueltos a la ciencia. En 2018 fue elegida miembro de la Royal Society.
Recibió las medallas Hector en 2012 y Marsden en 2016.